# Kolár Endre
Kolár Endre (Budapest, 1950. február 27. – Cebu, 2014. április 15.) válogatott labdarúgó, középpályás, jobbhátvéd.

## Pályafutása

### Klubcsapatban
Az Újpesti Dózsa saját nevelésű játékosa. 1972-ben mutatkozott be az élvonalban. Az Újpesttel ötszörös magyar bajnok és egyszeres kupagyőztes. Tagja volt az 1973–1974-es idényben BEK elődöntőt játszó csapatnak. 1982-ben Finnországba szerződött, és 1990-ig három finn csapatban szerepelt. A Haka együttesével az 1983–1984-es KEK idényben a negyeddöntőig jutott. 1990-ben fejezte be az aktív labdarúgást.

### A válogatottban
1973 és 1975 között 5 alkalommal szerepelt a válogatottban.

## Sikerei, díjai
- Magyar bajnokság
  - bajnok: 1972–73, 1973–74, 1974–75, 1977–78, 1978–79
  - 2.: 1976–77, 1979–80
  - 3.: 1975–76
- Magyar kupa (MNK)
  - győztes: 1975
- Finn bajnokság
  - 3.: 1983
- Finn kupa
  - győztes: 1982, 1985
- Bajnokcsapatok Európa-kupája (BEK)
  - elődöntős: 1973–74
  - negyeddöntős: 1972–73
- Kupagyőztesek Európa-kupája (KEK)
  - negyeddöntős: 1983–84
- az Újpesti Dózsa örökös bajnoka: 1985

## Statisztika

### Mérkőzései a válogatottban
| Magyarország | Magyarország        | Magyarország                 | Magyarország  | Magyarország | Magyarország | Magyarország | Magyarország | Magyarország |
| #            | Dátum               | Helyszín                     | Hazai         | Eredmény     | Vendég       | Kiírás       | Gólok        | Esemény      |
| ------------ | ------------------- | ---------------------------- | ------------- | ------------ | ------------ | ------------ | ------------ | ------------ |
| 1.           | 1973. november 21.  | Budapest, Népstadion         | Magyarország  | 0 – 1        | NDK          | barátságos   | -            |              |
| 2.           | 1974. március 31.   | Zalaegerszeg, ZTE stadion    | Magyarország  | 3 – 1        | Bulgária     | barátságos   | -            | 25'          |
| 3.           | 1974. december 4.   | Szolnok, Tiszaligeti stadion | Magyarország  | 1 – 0        | Svájc        | barátságos   | -            | 46'          |
| 4.           | 1975. március 26.   | Párizs, Parc des Princes     | Franciaország | 2 – 0        | Magyarország | barátságos   | -            |              |
| 5.           | 1975. augusztus 10. | Teherán                      | Irán          | 1 – 2        | Magyarország | barátságos   | -            | 46'          |
|              | Összesen            |                              |               | 5            | mérkőzés     |              | 0            | gól          |